# Ковентрі (Род-Айленд)
Ковентрі (англ. Coventry) — місто (англ. town) в США, в окрузі Кент штату Род-Айленд. Населення — 35 688 осіб (2020). Ковентрі є містом-побратимом Ковентрі.

## Географія
За даними Бюро перепису населення США місто Ковентрі має загальну площу в 161,36 квадратних кілометрів, з яких 154,1 кв. кілометрів займає земля і 7,25 кв. кілометрів — вода. Площа водних ресурсів округу становить 4,49 % від усієї його площі.
Місто Ковентрі розташоване на висоті 129 метрів над рівнем моря.

## Демографія
Згідно з переписом 2010 року, у місті мешкало 35 014 осіб у 13 432 домогосподарствах у складі 9592 родин. Було 14310 помешкань
Расовий склад населення:
| - 96,4 % — білих - 0,8 % — азіатів - 0,6 % — чорних або афроамериканців - 0,2 % — корінних американців |

До двох чи більше рас належало 1,5 %. Частка іспаномовних становила 1,9 % від усіх жителів.
За віковим діапазоном населення розподілялося таким чином: 22,2 % — особи молодші 18 років, 63,1 % — особи у віці 18—64 років, 14,7 % — особи у віці 65 років та старші. Медіана віку мешканця становила 42,7 року. На 100 осіб жіночої статі у місті припадало 94,2 чоловіків; на 100 жінок у віці від 18 років та старших — 91,1 чоловіків також старших 18 років.
Середній дохід на одне домашнє господарство становив 84 840 доларів США (медіана — 68 633), а середній дохід на одну сім'ю — 101 966 доларів (медіана — 92 185). Медіана доходів становила 60 619 доларів для чоловіків та 42 563 долари для жінок. За межею бідності перебувало 6,6 % осіб, у тому числі 10,7 % дітей у віці до 18 років та 7,8 % осіб у віці 65 років та старших.
Цивільне працевлаштоване населення становило 18 922 особи. Основні галузі зайнятості: освіта, охорона здоров'я та соціальна допомога — 26,5 %, роздрібна торгівля — 13,2 %, виробництво — 12,4 %.